# Telne, Koriukivka
Telne (în ucraineană Тельне) este un sat în comuna Seadrîne din raionul Koriukivka, regiunea Cernihiv, Ucraina.

## Demografie
Componența lingvistică a localității Telne
     Ucraineană (98,63%)
     Rusă (1,37%)
Conform recensământului din 2001, majoritatea populației localității Telne era vorbitoare de ucraineană (98,63%), existând în minoritate și vorbitori de rusă (1,37%).